# سنكور للطاقة
سنكور للطاقة هي شركة كندية متكاملة للطاقة مقرها في كالجاري ، ألبرتا . وهي متخصصة في إنتاج الخام الصناعي من رمال النفط . صنكور تحتل المرتبة 134 في قائمة فوربس جلوبال 2000 .
حتى عام 2010 ، قامت سنكور للطاقة بتسويق المنتجات والخدمات لعملاء التجزئة في أونتاريو من خلال شبكة مصبوبة مؤلفة من 280 موقعًا للوقود ووقودًا يعمل بها العملاء، و 200 موقع يعمل بوقودهم ووقود الديزل في المقام الأول في أونتاريو تحت علامة سنوكو التجارية (نظرًا لتأسيس سنكور للطاقة في الأساس شركة تابعة لشركة سنوكو). في عام 2009 ، استحوذت سنكور للطاقة على شركة Crown سابقًا بتروكندا ، التي حلت محل علامة سنوكو عبر منافذها الحالية. سنكور للطاقة أيضا الأسواق من خلال شبكة البيع بالتجزئة من منافذ شل والعلامة التجارية إكسون موبيل في ولاية كولورادو.

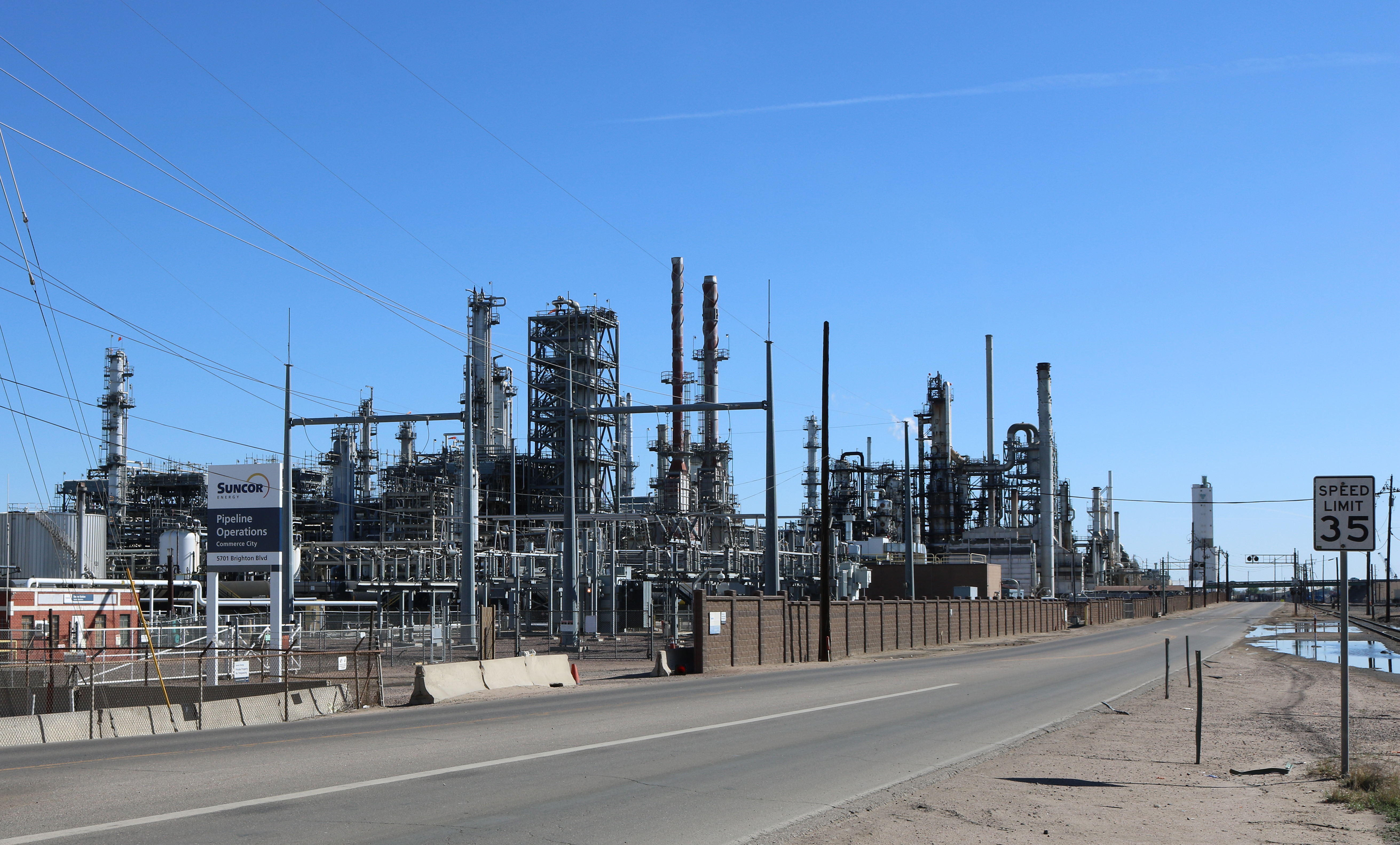
مصفاة صنكور للطاقة في مدينة التجارة ، كولورادو.